# Лига эсперанто Боснии и Герцеговины
Лига эсперанто Боснии и Герцеговины (эсп. Esperanto-Ligo de Bosnio kaj Hercegovino; сербохорв. Сохранение за эсперанто Босне и Херцеговине) — национальная ассоциация в Боснии и Герцеговине, представляющая носителей эсперанто. С момента своего основания в 1910 году организация помогает развитию изучения и использования языка эсперанто в Боснии и Герцеговине.

## История
Эсперанто-движение в Боснии и Герцеговине (тогда часть Австро-Венгерской империи) имеет давнюю традицию. Оно зародилось в городах по всей стране ещё в 1892 году. Среди наиболее важных сторонников эсперанто в Боснии и Герцеговине был Никола Нико Бубало (1883—1924). Под псевдонимом Драго Славич Бубало был первым в Боснии и Герцеговине, кто опубликовал грамматику эсперанто в 1908 году, а вскоре после этого — первый путеводитель на эсперанто в 1911 году. Затем, в 1910 году, в Сараево была основана первая организация по изучению эсперанто «Звезда Балкан».
Согласно первой адресной книге создателя языка эсперанто Лазаря Людовика Заменгофа, среди первых эсперантистов в Боснии и Герцеговине были:
- 1892. Варкар Вакуф — Синайко А. Торкар, Синайко Оскар Погачниг,
- 1895. Власеница — доктор Адольф Гаудиа,
- 1903. Сребреница — Адольф Сумар, Богумил Свасата и Йозеф Студени,
- 1905. Сараево — Коломан Коллер, Лео Долер, Мери Пайел и Амалия Глоудерер,
- 1905. Любушки — Йозеф Папо, Игнац Микишичек, Йохан Янечка, Илия Растович, Динко Уистура и Владимир Крпан,
- 1905. Visoko — Samuel Papo, a Frant Borovka-željezničar[прояснить].

Движение продолжало работу даже во время Второй мировой войны, и в 1943 году в Ливно состоялось собрание эсперантистов, среди наиболее известных участников которого был Иво Лола Рибар Это было единственное подобное собрание эсперанто в оккупированной нацистами Европе.
В 1949 году движение в Боснии и Герцеговине было реорганизовано и сменило название на Лигу эсперанто Боснии и Герцеговины. В 1997 году была создана благотворительная организация «Эсперо», а в 2000 году был восстановлен Эсперанто-молодежный альянс Боснии и Герцеговины.
В Сараево были проведены два всемирных конгресса эсперанто, а также множество других встреч и мероприятий. В 1980-х годах в Сараево были проведены два научных симпозиума: «Язык и расизм» и «Язык и международное общение». В 1990 году в Сараево также состоялся Конгресс слепых эсперантистов.
После обретения Боснией независимости в 1992 году и войны в Боснии и Герцеговине последовал серьёзный кризис в эсперанто-движении. В том же году Федерация эсперанто Боснии и Герцеговины стала независимой и была принята во Всемирную ассоциацию эсперанто (UEA). Во время войны 1992—1996 годов большое количество членов покинуло страну или погибло, в то время как связи между различными местными организациями прервались. Несмотря на это каждую неделю на Радио Боснии и Герцеговины транслировалась радиопередача на эсперанто, в которой рассказывалось о войне и других событиях в стране.
До Боснийской войны в 1992 году Общество эсперанто Сараево имело свои многочисленные секции: Университетский эсперанто-клуб, Железнодорожное эсперанто-общество, Эсперанто-молодежная ассоциация были очень активны в Сараево, с многочисленными секциями и школьным клубом Коломбо, самым активным в Югославии, во главе с учителем и писателем Смаилом Грбо.

### Отделение в Баня-Луке
В Баня-Луке, согласно архивным источникам, некоторые мероприятия были зарегистрированы ещё в 1924 году. После Второй мировой войны в 1953 году в Баня-Луке был основан эсперанто-клуб «Ла Мондо», первым президентом которого был профессор Мирослав Врабец. Однако наиболее продуктивными периодами в Баня-Луке были с 1979 по 1990 год и с 1995 по 2003 год. Первым президентом эсперанто-общества «Ла Мондо» был Любиша Прерадович.

## Деятельность
Лига до распада государства Югославия действовала под эгидой Югославской федерации эсперанто и в качестве независимого национального объединения в 1992 году присоединилась к Всемирной ассоциации эсперанто (UEA). Лига имеет собственное помещение в центре города Сараево. Официальным журналом Лиги является издание «Bosnia Lilio» («Боснийская лилия»). Существует также Ассоциация эсперанто молодежи Боснии и Герцеговины, работа которой восстановлена в 2000 году.
По оценкам, в настоящее время в Боснии и Герцеговине насчитывается около 100 носителей эсперанто. В Боснии и Герцеговине существуют две основные ассоциации, координирующие деятельность по преподаванию, изучению и популяризации языка: региональная организация «Ла мондо» в Баня-Луке, насчитывающая 25 членов, и национальная организация «Спаси за эсперанто Босне и Герцеговине» в Сараево. В 2001 году в Сараево был проведен семинар по международной солидарности. Семинар Всемирной ассоциации молодежи эсперанто (TEJO) под названием «Rete Intercultures» был проведен в Сараево с 21 по 28 марта 2004 года с участием 40 участников из 17 стран (Босния и Герцеговина, Чешская Республика, Франция, Нидерланды, Хорватия, Италия, Македония, Германия, Норвегия, Россия, Соединенные Штаты, Словакия, Словения, Сербия и Черногория, Швеция, Соединенное Королевство, Венесуэла).

## Издательская деятельность, радио и телевидение
Журнал лиги «Bosnia Lilio» (Боснийская Лилия), первый номер был опубликован в Каталонии в 1997 году. Одна из первых книг, опубликованных в бывшей Югославии о потенциале использования  изучения и преподавания эсперанто, «Esperanto u škole!», написана Смаилом Грбом, одним из самых активных пропагандистов языка в Югославии.
Каждую неделю с 1992 по 1996 год на Радио Боснии и Герцеговины транслировалась радиопередача на эсперанто, в которой рассказывалось о войне и других событиях в стране. Книга «Spite al ĉio Bosnio» публикуется как сборник текстов, созданных в этой еженедельной радиопередаче.